# Uran (ort)
Uran är en ort i Indien.   Den ligger i distriktet Raigarh och delstaten Maharashtra, i den sydvästra delen av landet, 1 200 km söder om huvudstaden New Delhi. Uran ligger 7 meter över havet och antalet invånare är 25 598.
Terrängen runt Uran är platt. Havet är nära Uran åt sydväst. Runt Uran är det tätbefolkat, med 709 invånare per kvadratkilometer. Närmaste större samhälle är Navi Mumbai, 19,4 km norr om Uran. Trakten runt Uran består till största delen av jordbruksmark.